# Lophodesmus petrinus
Lophodesmus petrinus är en mångfotingart som beskrevs av Hoffman 1976. Lophodesmus petrinus ingår i släktet Lophodesmus och familjen fingerdubbelfotingar. Inga underarter finns listade i Catalogue of Life.